# شاين فريدريك
شاين فريدريك (بالإنجليزية: Shane Frederick) هو أكاديمي أمريكي، ولد في 1968.